# Paolo Kind
Paolo Kind (1880–1952), auch bekannt als Paul Kind, war ein italienischer Skispringer und späterer Skisprungfunktionär.

## Leben

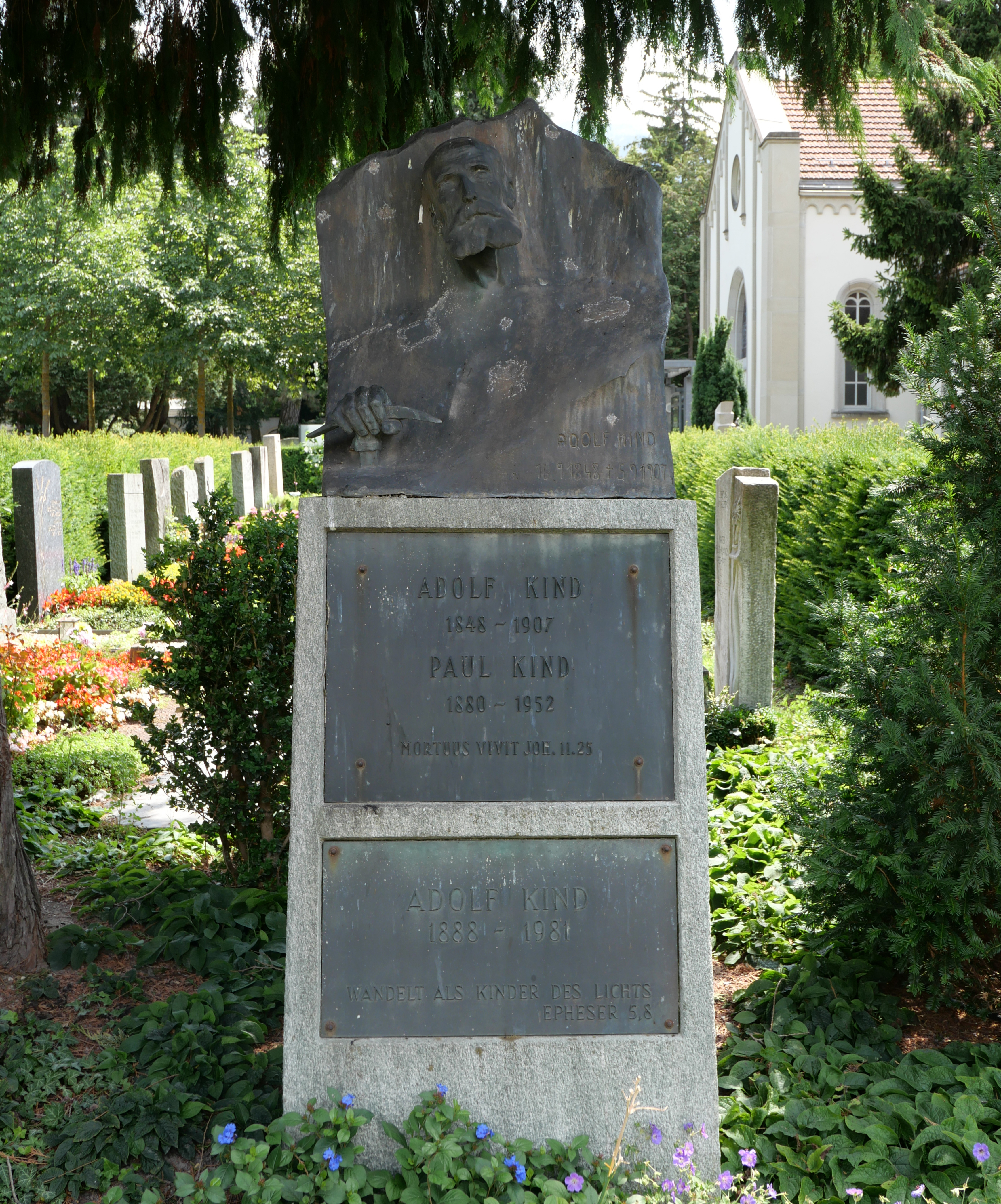
Das Grab von Kind, seinem Vater und einem anderen Adolf Kind (1888–1981) auf dem Friedhof Daleu in Chur, Kanton Graubünden.

Paolo Kind, Sohn des italienischen „Skisprungvaters“ Adolfo Kind, gewann 1909 die erste italienische Meisterschaft im Skispringen vor Mario Corti und Filippo Corti. Zeitgleich neben dem aktiven Skispringen war Kind beim Aufbau des Skisprungsports in Italien beteiligt. So baute er unter anderem am Trampolino Campo Smith in Bardonecchia gemeinsam mit dem damaligen Weltrekordspringer Harald Smith. Auf der Schanze wurde schließlich auch die erste Meisterschaft ausgerichtet. Im Jahr 1908 gründete Kind die „Unione Ski Club Italiani“, die später in der Federazione Italiana Sport Invernali (FISI) aufging.